# Guerre d'indépendance de la Roumanie
La Guerre d'indépendance roumaine désigne la participation roumaine à la Guerre russo-turque de 1877-1878, à l'issue de laquelle la Principauté de Roumanie, combattant du côté russe, a obtenu de la communauté internationale la reconnaissance de son indépendance vis-à-vis de l'Empire ottoman. Autonomes de facto depuis le XIVe siècle et unies depuis le 5 février 1862, les principautés danubiennes de Moldavie et Valachie n'ont jamais été des provinces ottomanes, mais, étant tributaires du Sultan ottoman (le tribut annuel s'élevant à 914 000 lei), n'étaient pas reconnues comme États souverains. Elles avaient toutefois leurs propres lois, princes et armées, et leur propre politique étrangère. Le 16 avril 1877, la Principauté de Roumanie et l'Empire russe signent à Bucarest un traité selon lequel les troupes roumaines combattront aux côtés des troupes russes, autorisées à traverser le territoire roumain, sous condition que la Russie respecte l'intégrité territoriale de la Roumanie.
La mobilisation des troupes roumaines commence : environ 120 000 soldats roumains sont massés dans le sud du pays sur les rives du Danube. La flotte roumaine est également mise sur le pied de guerre. Le 24 avril 1877, l'Empire russe déclare la guerre à l'Empire ottoman, ses troupes pénètrent en Roumanie par le pont Eiffel d'Ungheni nouvellement construit, et se dirigent vers l'Empire ottoman. Elles traversent le Danube sur des ponts flottants ou par bacs sous le feu des batteries turques, subissant de lourdes pertes. Le 24 juillet 1877, les troupes roumaines traversent le Danube et rejoignent l'armée russe.

## Proclamation de l'indépendance de la Roumanie

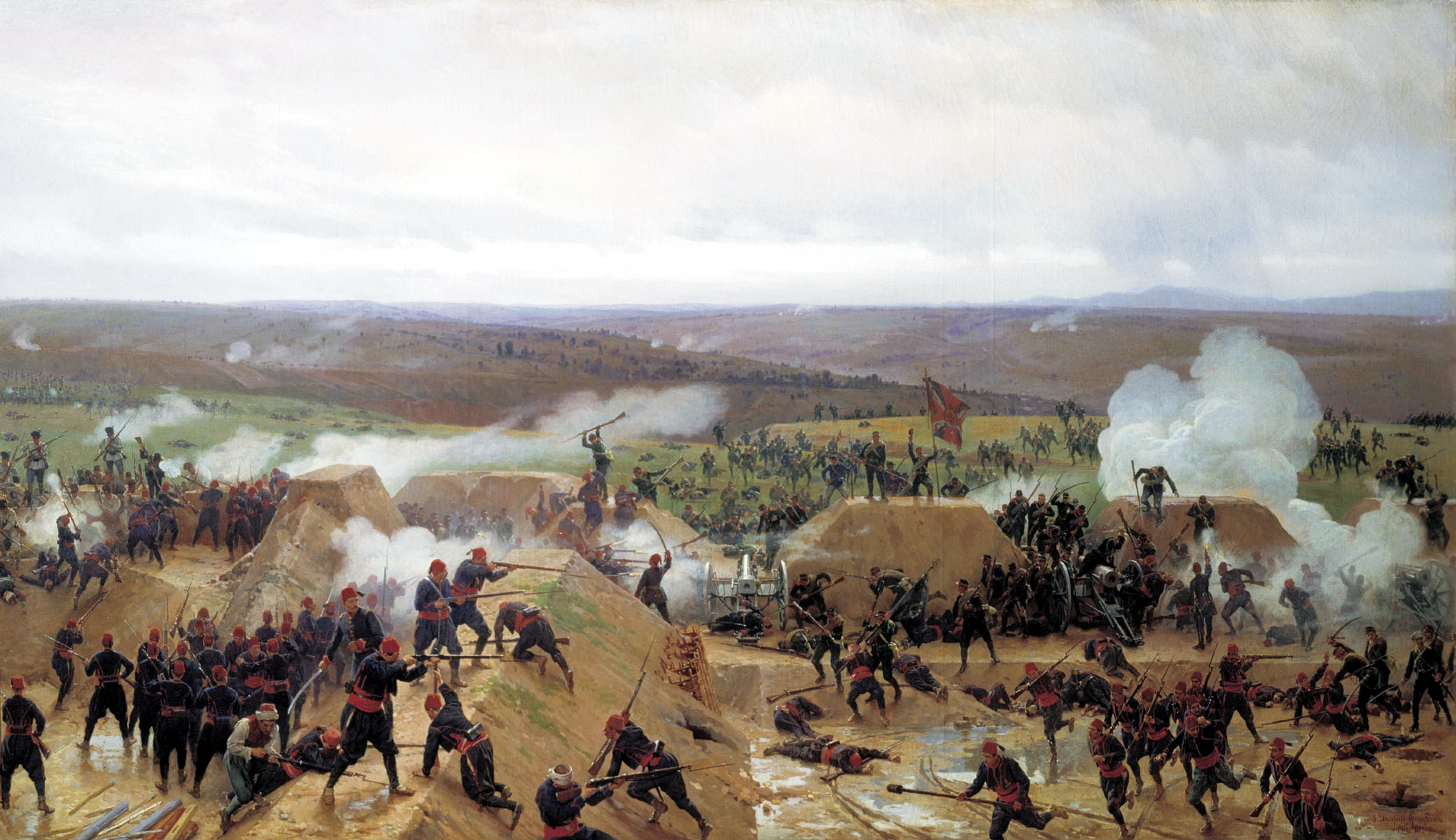
Représentation de la guerre russo-turque de 1877-1878.

Le 21 mai 1877, au parlement roumain, le ministre Mihail Kogălniceanu proclame l'indépendance de la principauté de Roumanie vis-à-vis de l'Empire ottoman. Le lendemain, la proclamation est signée par le prince régnant Carol Ier. Jusqu'à l'abolition de la monarchie en 1947, le 10 mai célèbrera l'indépendance, en même temps que jour d'arrivée à Bucarest du prince Carol Ier de Hohenzollern, le 10 mai 1866. Pour l'année 1877, le tribut au Sultan ottoman est retenu, et son montant versé au ministère roumain de la Défense.
Avant 1877, l'Empire russe ne souhaitait pas coopérer avec la Roumanie, car les Tsars envisageaient plutôt de la considérer comme un territoire ottoman à reconquérir (les Russes avaient déjà occupé les principautés roumaines entre 1829 et 1835) et visaient avant tout à récupérer la Bessarabie méridionale moldave, afin de retrouver le contrôle des bouches du Danube (qu'ils avaient déjà possédées entre 1829 et 1856). Mais, ayant rencontré une très forte armée de 40 000 soldats turcs commandée par Osman Pacha, l'armée russe subit de très lourdes pertes et fut mise en déroute au cours de plusieurs batailles comme le siège de Plevna (Pleven).

## Opérations terrestres

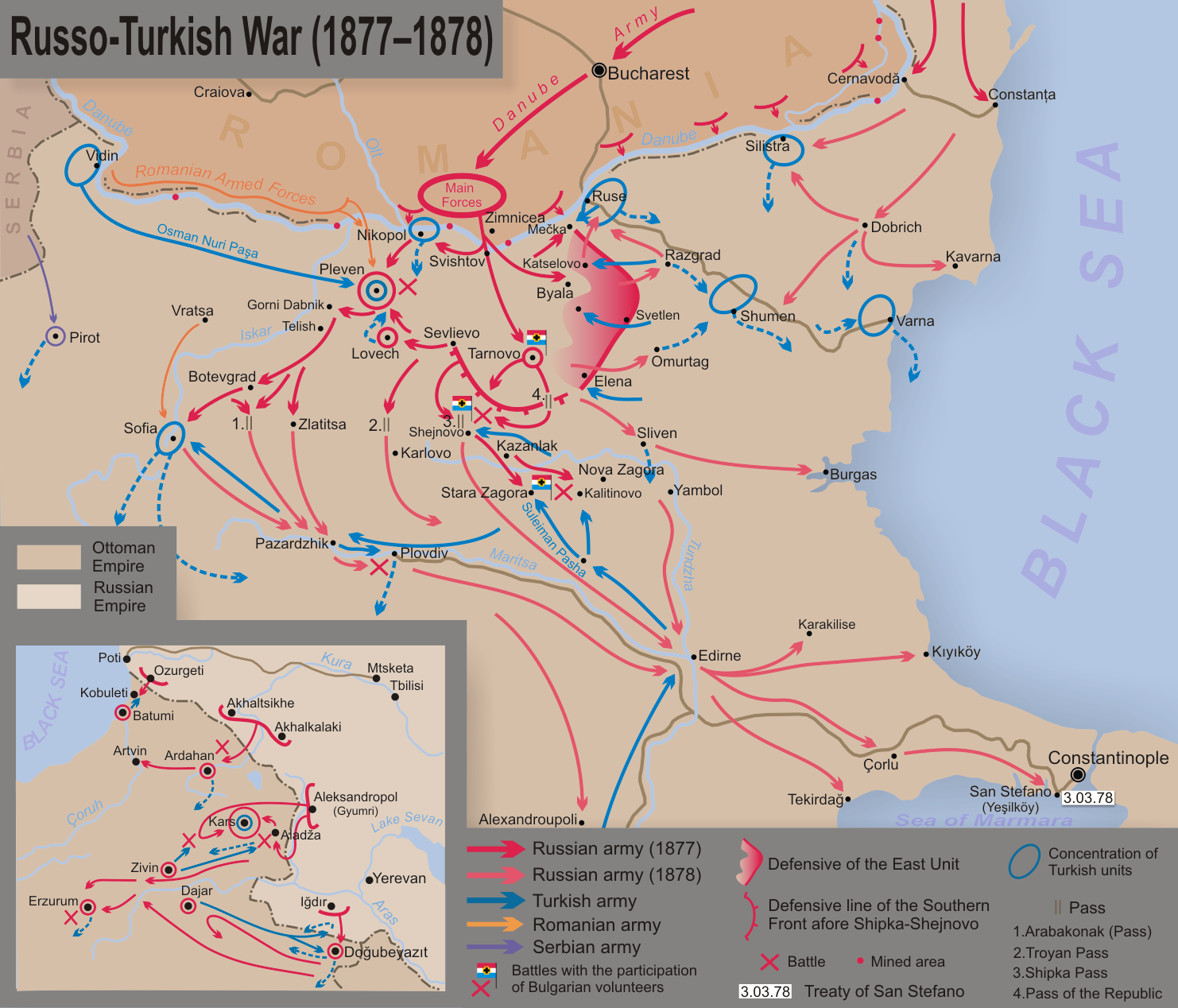
Le théâtre d'opérations.

Le Grand-Duc Nikolai Nikolaevich, le commandant en chef russe, demanda au Prince Carol Ier que l'Armée roumaine intervienne et joigne ses forces à celles de l'Armée russe,. Le prince Carol Ier fut nommé maréchal des troupes russes au commandement de l'armée roumaine, ce qui lui permit de mener les forces armées combinées à la conquête de Plevna et à la reddition formelle, après de durs combats, du général turc Osman Pacha. L'armée roumaine remporte les batailles de Grivitsa et Rahova : le 28 novembre 1877 la citadelle de Plevna capitule, et Osman Pacha remet la ville, la garnison et son épée au colonel roumain Mihail Cerchez et au commandant de division russe Ivan Ganetsky. Après la prise de Plevna, l'armée roumaine remet la forteresse ottomane aux Russes et retourne sur le Danube où elle remporte les batailles de Vidin et Smârdan.
Le 19 janvier 1878, l'Empire ottoman demande un armistice, qui est accepté par la Russie et la Roumanie. La Roumanie a eu environ 12 000 morts et 19 084 autres ont été victimes de la dysenterie et du typhus. Son indépendance vis-à-vis de la Porte est finalement reconnue le 13 juillet 1878.

## Opérations navales

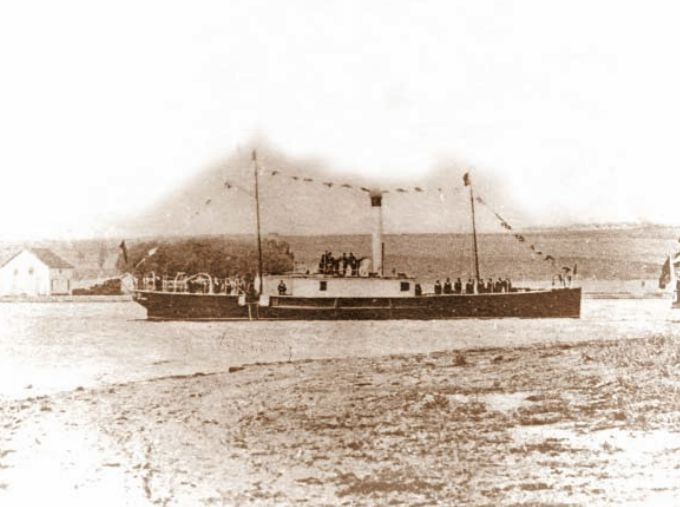
La canonnière România en 1864.

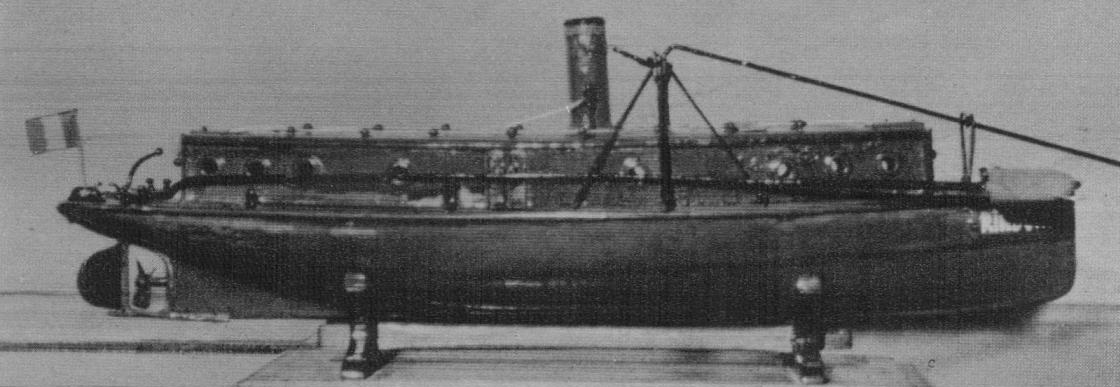
Modèle du torpilleur à espar Rândunica.

Les flotte fluviale roumaine disposait alors de trois canonnières : Ştefan cel Mare, România et Fulgerul et d'un torpilleur, Rândunica. Les trois canonnières déplaçaient respectivement 352, 130 et 85 tonnes. Ştefan cel Mare et România étaient armés chacun de quatre canons et Fulgerul d'un canon. Malgré son infériorité, la marine roumaine, plus mobile et connaissant mieux les bras latéraux du Danube où elle pouvait disparaître, coula ou endommagea de nombreuses canonnières fluviales turques.
Conformément au traité d'alliance roumano-russe, le torpilleur à espar Rândunica servit sous un commandement conjoint : les Russes l'appelaient Tsarévitch. Son équipage comptait deux lieutenants russes, Doubassov et Chestakov, et trois Roumains : le major Murgescu (futur amiral, officier de liaison avec le quartier général russe), un mécanicien et un navigateur. L'attaque du Rândunica a eu lieu dans la nuit du 25 au 26 mai 1877, près de Măcin. Alors qu'il s'approche de la canonnière ottomane Seyfi, celle-ci lui tire dessus à trois reprises, sans résultat. La Seyfi était une canonnière cuirassée de 400 tonnes, avec une épaisseur de blindage maximale de 76 mm et armée de deux canons de 120 mm. Avant qu'elle ne puisse tirer la quatrième salve, l'espar du Rândunica la frappe entre le milieu et la poupe. Les étincelles du choc provoquent une puissante explosion de soute : les débris du bâtiment ottoman s'élevant jusqu'à 40 mètres dans les airs. Pourtant la Seyfi rouvre le feu, mais est à nouveau frappée, avec les mêmes effets dévastateurs. Héroïque, l'équipage de la Seyfi en train de couler continue à tirer sur le Rândunica jusqu'à ce que ce dernier batte en retraite. 
À la suite de cette action, les navires de guerre ottomans, pendant le reste de la guerre, reçurent l'ordre de fuir s'ils apercevaient des torpilleurs à espar. Les lieutenants russes Doubassov et Chestakov furent décorés de l'Ordre de Saint-Georges ; le major Murgescu reçut l'Ordre de Saint-Vladimir et l'Ordre de l'Étoile de Roumanie. Rândunica a été rendu à la marine fluviale roumaine en 1878, après que les forces terrestres russes ont fini de retraverser le Danube,.
Une autre cannonière ottomane, la Podgoridja, a été bombardée et coulée par l'artillerie côtière roumaine le 7 novembre 1877.

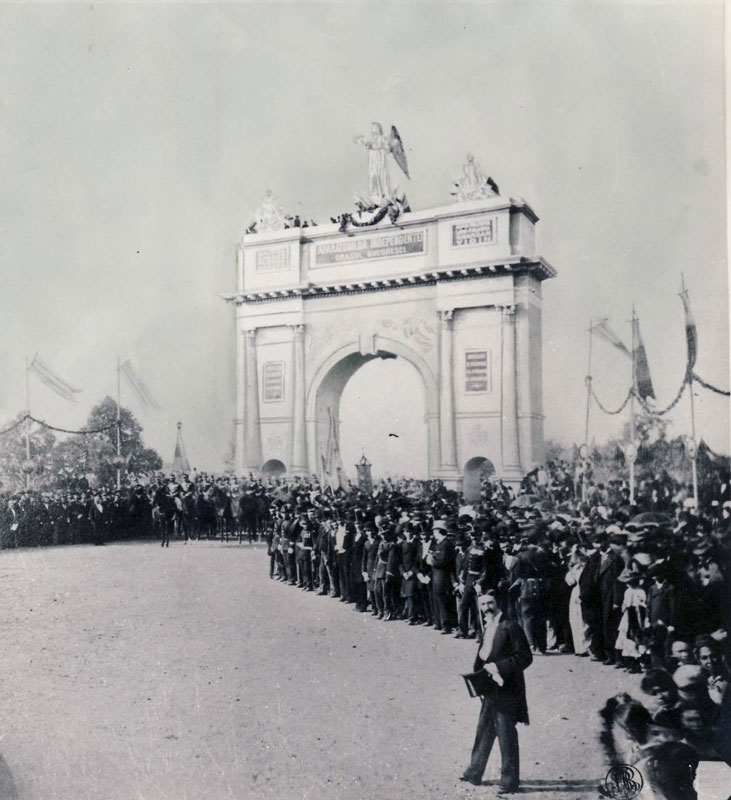
Fête des troupes roumaines revenant à Bucarest après la guerre, le 8 octobre 1878.

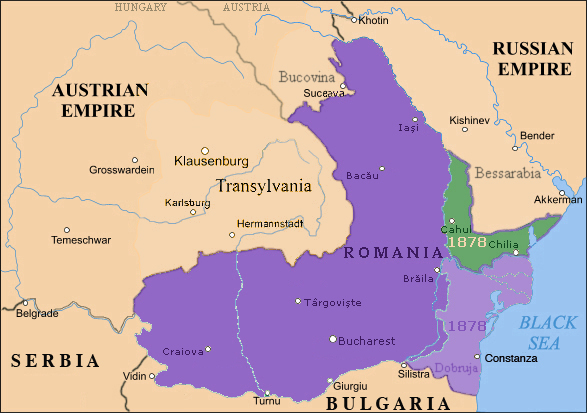
En vert la Bessarabie méridionale, en violet la Dobroudja du Nord.

### Conséquences

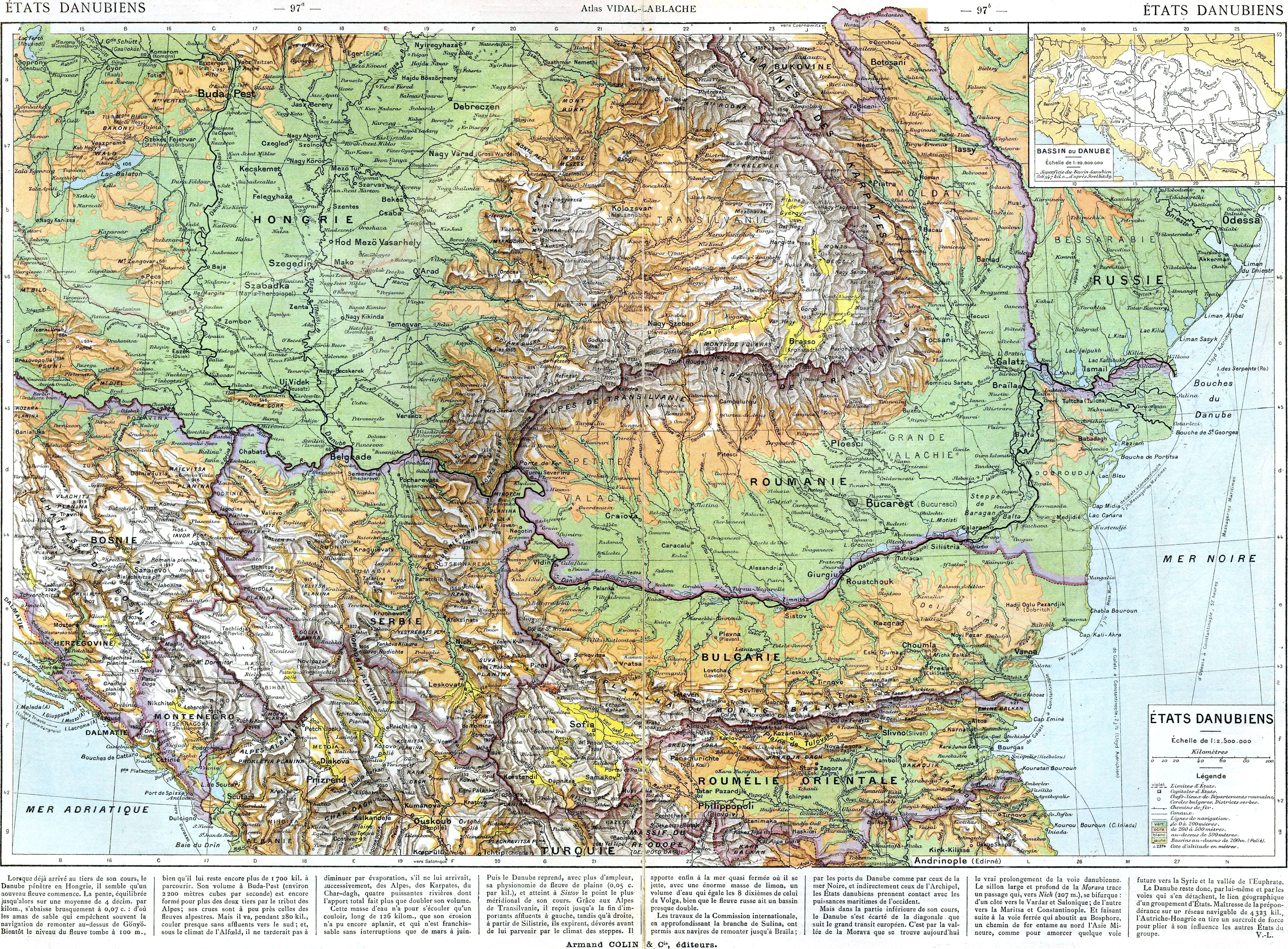
La Serbie et la Roumanie reconnues indépendantes, et la Bulgarie devenue autonome en 1878 après le Traité de Berlin.

Le traité de paix entre la Russie et l'Empire ottoman est signé à San Stefano, le 3 mars 1878. Il crée une principauté bulgare autonome et reconnaît l'indépendance de la Serbie, du Monténégro et de la Roumanie.
La convention entre la Russie et la Roumanie, qui a établi le transit des troupes russes dans le pays, mentionnait que la Russie s'engageait à « maintenir et à faire respecter les droits politiques de l'État roumain, tels qu'ils résultent des lois internes et des traités existants, et aussi à “défendre l'intégrité territoriale de la Roumanie” ». Les Roumains estiment que « défendre » dans un acte diplomatique signifie « reconnaître le statu quo établi par le Congrès de Paris de 1856 », selon lequel trois județe de Bessarabie méridionale (région conquise par les Turcs en 1484, prise par les Russes en 1812 puis rendue à la Moldavie par le Traité de Paris (1856) à l'issue de la guerre de Crimée) étaient roumains. L'Empire russe, voulant contrôler les bouches du Danube, estime que « défendre » signifie « ne pas diminuer l'étendue du territoire roumain », mais pas forcément ne pas le modifier : c'est pourquoi les diplomates du Tzar proposent de reprendre à la Roumanie la Bessarabie méridionale mais de lui donner en compensation la Dobroudja du Nord prise aux Turcs,.
Finalement le Conférence de paix de 1878 à Berlin décide de reconnaître à la Roumanie son indépendance, avec la Dobroudja du Nord, les bouches du Danube, un nouvel accès à la Mer Noire par le port de Tomis et l'île des Serpents, et de donner à la Russie les anciens județe roumains de Bessarabie méridionale (Cahul, Bolhrad et Ismail). Le prince Carol tenta de conserver ces trois județe mais il était difficile de demander à la Russie victorieuse de renoncer à un territoire qu'elle avait déjà conquis en 1812, et Bismarck, dans des lettres originales aujourd'hui publiées, pressa Carol d'accepter ce compromis.